# Уэст-Фелишиана
Уэ́ст-Фелишиа́на (англ. West Feliciana Parish, фр. Paroisse de Feliciana Ouest) — приход штата Луизиана, США. Официально образован в 1824 году. По состоянию на 2010 год, численность населения составляла 15 625 человек.

## География
По данным Бюро переписи США, общая площадь прихода равняется 1 103,341 км2, из которых 1 043,771 км2 — суша, и 59,570 км2, или 5,300 %, — это водоёмы.

## Население
По данным переписи населения 2000 года на территории прихода проживает 15 111 жителей в составе 3 645 домашних хозяйств и 2 704 семей. Плотность населения составляет 14,00 человек на км2. На территории прихода насчитывается 4 485 жилых строений, при плотности застройки около 4,00-х строений на км2. Расовый состав населения: белые — 48,63 %, афроамериканцы — 50,51 %, коренные американцы (индейцы) — 0,20 %, азиаты — 0,17 %, гавайцы — 0,02 %, представители других рас — 0,03 %, представители двух или более рас — 0,44 %. Испаноязычные составляли 1,04 % населения независимо от расы.
В составе 38,90 % из общего числа домашних хозяйств проживают дети в возрасте до 18 лет, 54,10 % домашних хозяйств представляют собой супружеские пары, проживающие вместе, 15,60 % домашних хозяйств представляют собой одиноких женщин без супруга, 25,80 % домашних хозяйств не имеют отношения к семьям, 23,10 % домашних хозяйств состоят из одного человека, 8,20 % домашних хозяйств состоят из престарелых (65 лет и старше), проживающих в одиночестве. Средний размер домашнего хозяйства составляет 2,73 человека, и средний размер семьи 3,24 человека.
Возрастной состав прихода: 20,30 % — моложе 18 лет, 8,70 % — от 18 до 24, 40,00 % — от 25 до 44, 23,80 % — от 45 до 64, и 23,80 % — от 65 и старше. Средний возраст жителя прихода — 37 лет. На каждые 100 женщин приходится 191,10 мужчин. На каждые 100 женщин старше 18 лет приходится 223,60 мужчин.
Средний доход на домохозяйство прихода составлял 39 667 USD, на семью — 47 239 USD. Среднестатистический заработок мужчины был 35 046 USD против 21 922 USD для женщины. Доход на душу населения составлял 16 201 USD. Около 15,00 % семей и 19,90 % общего населения находились ниже черты бедности, в том числе — 25,30 % молодежи (тех, кому ещё не исполнилось 18 лет) и 23,40 % тех, кому было уже больше 65 лет.